# Kevlar
Kevlar je registrirana marka za lagano, čvrsto para-aramidno umjetno vlakno, i slično je s drugim aramidnim vlaknima kao Nomex ili Tehnora. Kevlar su razvili Du Pontovi kemičari Stephanie Kwolek i Roberto Berendt, 1965. a prva šira uporaba zabilježena je 1967. Uporaba kevlara je trenutno na širokom polju od guma na biciklima, jedrima, te za vojne svrhe za zaštitu od metaka. Kevlar se koristi kao ojačavajuće vlakno u mnogim kompozitnim primjesama, te se prodaje kao vlakno, uže, ili u obliku tekstila. Nomex se upotrebljava za vatro-zaštitnu odjeću koja je otporna na visoke temperature.